# سیکلید ایرانی
سیکلید ایرانی یا سیکلید هرمز، که با عنوان علمی (نام علمی: Iranocichla hormuzensis) شناخته شده است، یک گونه ماهی دهان پروز از خانواده سیچلاید‌ها است. زیستگاه این ماهی محدود به آبهای شیرین و لب شور در زهکشی رود مهران در جنوب ایران در قسمت بالای تنگه هرمز است. سیکلید ایرانی در گذشته به عنوان تنها گونه در جنس خود در نظر گرفته می‌شد، اما در سال ۲۰۱۶ گونه دیگری به نام سیچلاید پرشا (Iranocichla persa) توصیف و معرفی شد. این دو گونه تنها سیکلیدهای بومی ایران و از معدود سیکلیدهای آسیا هستند.
سیکلید هرمز اندازه‌ای در حدود ۱۱ سانتیمتر (۴٫۳ اینچ) و طول کلی حدود ۱۳ سانتیمتر (۵٫۱ اینچ) دارد. دارای بدنی تنومند است. ماهی نابالغ دارای رنگ سبز نقره‌ای و بدون رنگدانه باله هستند. ماهی بالغ عمدتاً سیاه رنگ با لکه‌های نقره‌ای روی بدن و نوارهای باله پشتی است. بزرگسالان نر با باله‌های مقعدی و لگنی بلندتر و بزرگسالان ماده با سر بلندتر متمایز می‌شوند.
سینه و سر سیکلید هرمز ماده جفت شده با نر برخلاف سیکلید پرشا که نارنجی است، متمایل به سیاه است. اگرچه از سوی اتحادیه بین‌المللی حفاظت طبیعت اتحادیه بین‌المللی حفاظت طبیعت رتبه‌بندی نشده است، اما برخی از مقامات معتقدند که هر دو گونه به شدت گونه‌ای در معرض تهدید است.